# Ramonia
Ramonia is een geslacht in de familie Gyalectaceae. De typesoort is Ramonia valenzueliana.

## Soorten
Volgens Index Fungorum bevat het geslacht 32 soorten (peildatum december 2021):
| Soortnaam              | Auteur(s)                      | Publicatiejaar |
| ---------------------- | ------------------------------ | -------------- |
| Ramonia ablephora      | Nyl.                           |                |
| Ramonia absconsa       | (Tuck.) Vězda                  | 1966           |
| Ramonia athallina      | Sherwood                       | 1977           |
| Ramonia calcicola      | Canals & Gómez-Bolea           | 1992           |
| Ramonia chrysophaea    | (Pers.) Vězda                  | 1966           |
| Ramonia copellina      | Vězda                          |                |
| Ramonia cupellina      | Vězda                          | 1966           |
| Ramonia dictyospora    | Coppins                        | 1987           |
| Ramonia elixii         | Kalb                           | 2001           |
| Ramonia elongata       | Gagarina                       | 2015           |
| Ramonia eungellae      | Kalb                           | 2001           |
| Ramonia extensa        | Lendemer, K. Knudsen & Coppins | 2009           |
| Ramonia gyalectiformis | (Zahlbr.) Vězda                | 1967           |
| Ramonia himelbrantii   | Gagarina                       | 2013           |
| Ramonia intermedia     | Kalb                           | 1983           |
| Ramonia kandleri       | Kalb                           | 1983           |
| Ramonia leptospora     | (Müll. Arg.) Vězda             | 1973           |
| Ramonia luteola        | Vězda                          | 1967           |
| Ramonia malmei         | Vězda                          | 1966           |
| Ramonia melathelia     | (Nyl.) Ertz                    | 2021           |
| Ramonia micrococca     | Vězda                          | 1973           |
| Ramonia microspora     | Vězda                          | 1966           |
| Ramonia minima         | J. Kalb & Kalb                 | 2017           |
| Ramonia nepalensis     | G. Thor & Vězda                | 1984           |
| Ramonia nigra          | Coppins                        | 1987           |
| Ramonia rappii         | Vězda                          | 1966           |
| Ramonia subantarctica  | Øvstedal                       | 2001           |
| Ramonia subsphaeroides | (Tav.) Vězda                   | 1966           |
| Ramonia valenzueliana  | (Mont.) Stizenb.               | 1862           |
| Ramonia variespora     | Sobreira, Aptroot & M. Cáceres | 2015           |
| Ramonia vermispora     | Lendemer & K. Knudsen          | 2008           |
| Ramonia xylophila      | Aptroot                        | 2020           |